# Tuvalu na Letnich Igrzyskach Olimpijskich 2008
Reprezentacja Tuvalu na Letnich Igrzyskach Olimpijskich 2008 liczyła troje zawodników (2 mężczyzn i 1 kobietę). Tuvalu miało swoich przedstawicieli w 2 spośród 28 rozgrywanych dyscyplin. Zawodnicy z tego kraju nie zdobyli żadnego medalu. Chorążym reprezentacji był sztangista Logona Esau. Najmłodszą reprezentantką tego państwa na Letnich Igrzyskach Olimpijskich 2008 była 16-letnia lekkoatletka Asenate Manoa, a najstarszym przedstawicielem tego kraju był 21-letni sztangista Logona Esau.
Był to debiut tej reprezentacji na igrzyskach olimpijskich. Najlepszym wynikiem, jaki osiągnęli reprezentanci tego wyspiarskiego państwa na Letnich Igrzyskach Olimpijskich 2008, była 23. pozycja, jaką Esau zajął w rywalizacji sztangistów w kategorii wagowej do 69 kilogramów.

## Tło startu
Narodowy Komitet Olimpijski Tuvalu powstał w 2004 roku, a 4 lipca 2007 roku  został zatwierdzony podczas 119. sesji Międzynarodowego Komitetu Olimpijskiego w Gwatemali.
Największym sukcesem tego państwa do czasu startu w Pekinie był srebrny medal Igrzysk Południowego Pacyfiku 2007, który wywalczył Logona Esau (w kategorii do 69 kilogramów).

## Statystyki według dyscyplin
| Lp.     | Sport                | Mężczyźni | Kobiety | Łącznie |
| ------- | -------------------- | --------- | ------- | ------- |
| 1.      | Lekkoatletyka        | 1         | 1       | 2       |
| 2.      | Podnoszenie ciężarów | 1         | 0       | 1       |
| Łącznie | Łącznie              | 2         | 1       | 3       |

## Występy reprezentantów Tuvalu

### Lekkoatletyka

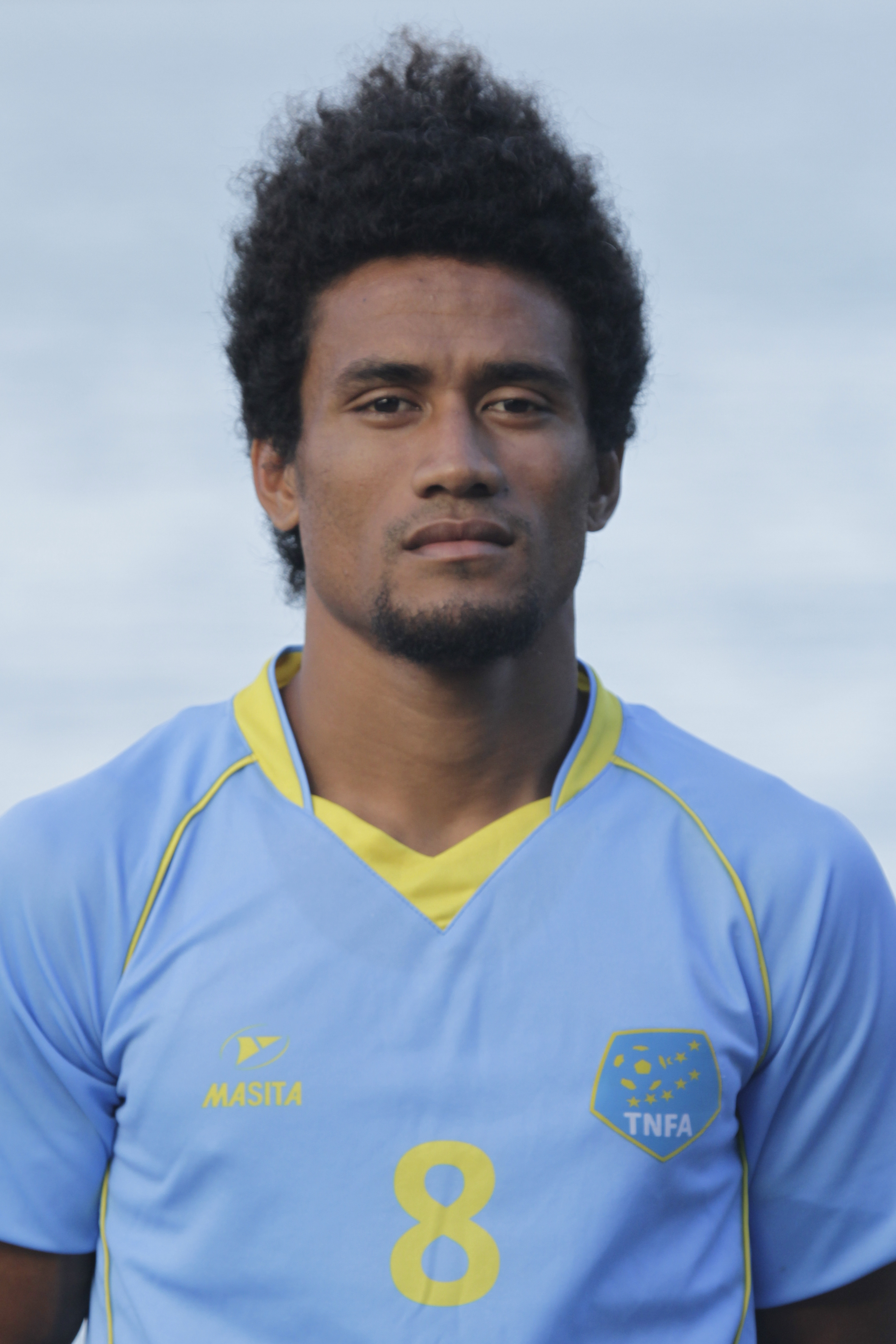
Okilani Tinilau, reprezentant Tuvalu w lekkoatletyce

Tuvalu w lekkoatletyce reprezentowało dwoje zawodników – jeden mężczyzna i jedna kobieta. Każde z nich wystartowało w jednej konkurencji. Początkowo Asenate Manoa i Okilani Tinilau nie zakwalifikowali się do udziału w Letnich Igrzyskach Olimpijskich 2008, gdyż nie uzyskali wymaganego minimum kwalifikacyjnego. Zgodnie z przepisami przyjętymi przez IAAF każdy kraj, w którym żaden z zawodników nie wypełnił minimum kwalifikacyjnego, otrzymał zaproszenie do zgłoszenia do Letnich Igrzysk Olimpijskich 2008 nie więcej niż 2 lekkoatletów.
Jako pierwszy podczas igrzysk w Pekinie wystartował Okilani Tinilau, który wziął udział w rywalizacji sprinterów w biegu na 100 metrów. Eliminacje rozpoczęły się 15 sierpnia 2008 roku o godzinie 9:45. Tinilau startował w ostatnim, dziesiątym biegu eliminacyjnym, który odbył się o godzinie 10:57. Podczas tego biegu wiatr był niekorzystny; jego siła wyniosła 1,3 metra na sekundę. Mimo że wynikiem 11,48 poprawił rekord kraju, zajął ostatnie, 8. miejsce w swoim biegu eliminacyjnym, co w łącznej klasyfikacji dało mu 77. miejsce na 80 sklasyfikowanych zawodników. Jego czas reakcji wyniósł 0,174 sekundy. Zwycięzcą tej konkurencji został Usain Bolt z Jamajki.
Jako druga podczas igrzysk wystartowała Asenate Manoa, która wzięła udział w rywalizacji sprinterek w biegu na 100 metrów. Eliminacje tej konkurencji rozpoczęły się 16 sierpnia 2008 roku o godzinie 10:50. Manoa startowała w drugim biegu eliminacyjnym, który odbył się o godzinie 10:57. Podczas tego biegu wiatr był niekorzystny; jego siła wyniosła 0,6 metra na sekundę. Podobnie jak jej kolega z reprezentacji, zajęła ostatnie miejsce w swoim biegu eliminacyjnym, poprawiając rekord kraju, (jej czas wyniósł 14,05) co w łącznej klasyfikacji dało jej 82. miejsce w gronie 84 zawodniczek. Zwyciężczynią tej konkurencji została Shelly-Ann Fraser z Jamajki.
Legenda
- – nowy rekord kraju

Mężczyźni
| Zawodnik        | Konkurencja   | Bieg eliminacyjny | Bieg eliminacyjny | Półfinał                     | Półfinał                     | Finał                        | Finał                        | Miejsce |
| Zawodnik        | Konkurencja   | Wynik             | Miejsce           | Wynik                        | Miejsce                      | Wynik                        | Miejsce                      | Miejsce |
| --------------- | ------------- | ----------------- | ----------------- | ---------------------------- | ---------------------------- | ---------------------------- | ---------------------------- | ------- |
| Okilani Tinilau | bieg na 100 m | 11,48             | 8.                | Odpadł z dalszej rywalizacji | Odpadł z dalszej rywalizacji | Odpadł z dalszej rywalizacji | Odpadł z dalszej rywalizacji | 77.     |

Kobiety
| Zawodnik      | Konkurencja   | Bieg eliminacyjny | Bieg eliminacyjny | Półfinał                      | Półfinał                      | Finał                         | Finał                         | Miejsce |
| Zawodnik      | Konkurencja   | Wynik             | Miejsce           | Wynik                         | Miejsce                       | Wynik                         | Miejsce                       | Miejsce |
| ------------- | ------------- | ----------------- | ----------------- | ----------------------------- | ----------------------------- | ----------------------------- | ----------------------------- | ------- |
| Asenate Manoa | bieg na 100 m | 14,05             | 8.                | Odpadła z dalszej rywalizacji | Odpadła z dalszej rywalizacji | Odpadła z dalszej rywalizacji | Odpadła z dalszej rywalizacji | 82.     |

### Podnoszenie ciężarów
Tuvalu w podnoszeniu ciężarów reprezentował jeden zawodnik – Logona Esau. Nie awansował przez kwalifikacje drużynowe, jednak otrzymał zaproszenie do udziału w igrzyskach.
W Pekinie wystartował w kategorii wagowej do 69 kilogramów. Zawody w tej kategorii odbyły się 11 sierpnia 2008 roku i  zostały podzielone aż na trzy grupy – C, B i A. Była to piąta konkurencja podnoszenia ciężarów na igrzyskach w Pekinie. Esau wystartował w najsłabszej grupie C, która to rozpoczęła zawody o godzinie 12:30. W rwaniu wszystkie próby na 102, 107 i 110 kilogramów miał udane. Rwanie zakończył na 28. miejscu. W podrzucie dwie próby na 138 i 144 kilogramów miał udane, natomiast trzecią na 148 kilogramów spalił. Podrzut zakończył na 23. miejscu, a z wynikiem 254 kilogramów w dwuboju zajął przedostatnie, 23. miejsce, wyprzedzając tylko reprezentanta Tadżykistanu, Nizoma Sangowa. Zwycięzcą tej konkurencji został Liao Hui z Chin.
| Miejsce | Zawodniczka | Grupa | Waga ciała | Rwanie (kg) | Rwanie (kg) | Rwanie (kg) | Rwanie (kg) | Podrzut (kg) | Podrzut (kg) | Podrzut (kg) | Podrzut (kg) | Dwubój |
| Miejsce | Zawodniczka | Grupa | Waga ciała | 1           | 2           | 3           | Wynik       | 1            | 2            | 3            | Wynik        | Dwubój |
| ------- | ----------- | ----- | ---------- | ----------- | ----------- | ----------- | ----------- | ------------ | ------------ | ------------ | ------------ | ------ |
| 23      | Logona Esau | C     | 68,14      | 102         | 107         | 110         | 110         | 138          | 144          | 148          | 144          | 254    |